# Double Star
Double Star is een Chinees-Europees ruimtevaartprogramma waarbij twee satellieten in een baan rond de Aarde gebracht werden om de magnetosfeer te onderzoeken, de invloedssfeer van het aardmagnetisch veld. Specifiek werd het effect van de Zon op het milieu van de Aarde onderzocht, en dan vooral de "staart" (magnetotail) van de magnetosfeer, waar stormen van hoge-energiedeeltjes ontstaan.
Het ging om een samenwerkingsproject tussen de China National Space Administration (Chinese Nationale Ruimtevaartadministratie, CNSA) en de Europese Ruimtevaartorganisatie (ESA). Het was de eerste Chinese ruimtemissie om de magnetosfeer te onderzoeken en het verste punt in de ruimte dat China tot op dat moment bereikt had.
Zoals de naam "Double Star" al aanduidt, werden er twee satellieten gelanceerd. De Tan Ce 1 (TC-1) werd gelanceerd door de Chinese raket Chang Zheng 2C op 29 december 2003. De tweede kunstmaan, TC-2, werd gelanceerd op 25 juli 2004, ook door een Chang Zheng 2C-raket. Beide satellieten werden niet alleen gelanceerd maar ook ontworpen en gebouwd door de Chinezen. Een satelliet (TC-1) vloog in een baan rond de evenaar, de andere (TC-2) vloog in een baan over de poolregio's.
Double Star werkte nauw samen met ESA's Cluster-missie, waarbij vier satellieten in 2000 gelanceerd werden. Zeven instrumenten aan boord van de Double Star-satellieten waren ook aan boord van de Cluster-satellieten, zodat de metingen met elkaar vergeleken kunnen worden. De Double Star- en Cluster-satellieten (zes satellieten in totaal) konden met elkaar gesynchroniseerd worden zodat ze allemaal hetzelfde deel van de ruimte rond de Aarde bestudeerden.
De eerste onderzoeksresultaten van het Double Star-programma werden gepresenteerd in 2005 in een speciale uitgave van het wetenschappelijke tijdschrift Annales Geophysicae. De missie speelde onder meer een belangrijke rol bij de ontdekking dat er in het plasma langs de elektromagnetische "boeggolf" van de Aarde de hele tijd een soort "zeepbellen" ontstaan die na enkele seconden uit elkaar spatten. In deze density holes zijn de gasdichtheid en de temperatuur 10 keer zo laag als in het omringende plasma.
Het Double Star-programma zou in juli 2005 eindigen, maar op 10 mei 2005 kondigde ESA aan dat het programma verlengd zou worden tot december 2006. Op 8 november 2006 werd het programma nogmaals verlengd, tot 30 september 2007. TC-1 verbrandde in de atmosfeer op 14 oktober 2007. In augustus 2007 werd het contact met TC-2 verloren, maar het contact werd in november weer hersteld. In maart 2008 was TC-2 nog steeds operationeel. Het Double Star-programma zal naar verwachting eind 2009 aflopen. ESA is inmiddels niet meer financieel betrokken bij het project.